# Matthew Gotrel
Matthew Anthony Gotrel –conocido como Matt Gotrel– (Chipping Campden, 1 de marzo de 1989) es un deportista británico que compitió en remo.
Participó en los Juegos Olímpicos de Río de Janeiro 2016, obteniendo una medalla de oro en la prueba de ocho con timonel.
Ganó dos medallas de oro en el Campeonato Mundial de Remo, en los años 2014 y 2015, y tres medallas en el Campeonato Europeo de Remo entre los años 2014 y 2016.

## Palmarés internacional
| Juegos Olímpicos   | Juegos Olímpicos         | Juegos Olímpicos  | Juegos Olímpicos |
| Año                | Lugar                    | Medalla           | Prueba           |
| ------------------ | ------------------------ | ----------------- | ---------------- |
| 2016               | Río de Janeiro (Brasil)  | Medalla de oro    | Ocho con timonel |
| Campeonato Mundial |                          |                   |                  |
| Año                | Lugar                    | Medalla           | Prueba           |
| 2014               | Ámsterdam (Países Bajos) | Medalla de oro    | Ocho con timonel |
| 2015               | Aiguebelette (Francia)   | Medalla de oro    | Ocho con timonel |
| Campeonato Europeo |                          |                   |                  |
| Año                | Lugar                    | Medalla           | Prueba           |
| 2014               | Belgrado (Serbia)        | Medalla de bronce | Ocho con timonel |
| 2015               | Poznań (Polonia)         | Medalla de plata  | Ocho con timonel |
| 2016               | Brandeburgo (Alemania)   | Medalla de bronce | Ocho con timonel |